# Kadešice
Kadešice jsou vesnice, část obce Žihobce v okrese Klatovy v Plzeňském kraji. Nachází se asi 2,5 kilometru západně od Žihobec. Kadešice jsou také název katastrálního území o rozloze 5,87 km².

## Historie
První písemná zmínka o vesnici pochází z roku 1372.

## Obyvatelstvo
| Rok            | 1869 | 1880 | 1890 | 1900 | 1910 | 1921 | 1930 | 1950 | 1961 | 1970 | 1980 | 1991 | 2001 | 2011 | 2021 |
| -------------- | ---- | ---- | ---- | ---- | ---- | ---- | ---- | ---- | ---- | ---- | ---- | ---- | ---- | ---- | ---- |
| Počet obyvatel | 368  | 398  | 386  | 343  | 364  | 390  | 333  | 239  | 199  | 163  | 109  | 91   | 67   | 72   | 53   |
| Počet domů     | 47   | 55   | 57   | 54   | 58   | 60   | 65   | 65   | 65   | 54   | 47   | 56   | 58   | 58   | 58   |

## Obecní správa
Při sčítání lidu v letech 1850–1960 Kadešice byly samostatnou obcí v okrese Sušice. V letech 1961–1979 byly částí obce Rozsedly v okrese Klatovy. Od 1. ledna 1980 jsou částí obce Žihobce v okrese Klatovy.

## Pamětihodnosti
- Kaple svaté Anny na návsi (kulturní památka ČR)[8]

## Zajímavost
Manželka Antonína Čermáka, starosty Chicaga v letech 1931 až 1933, se narodila v obci Kadešice v čp. 8 jako Marie Hořejšová.

## Galerie

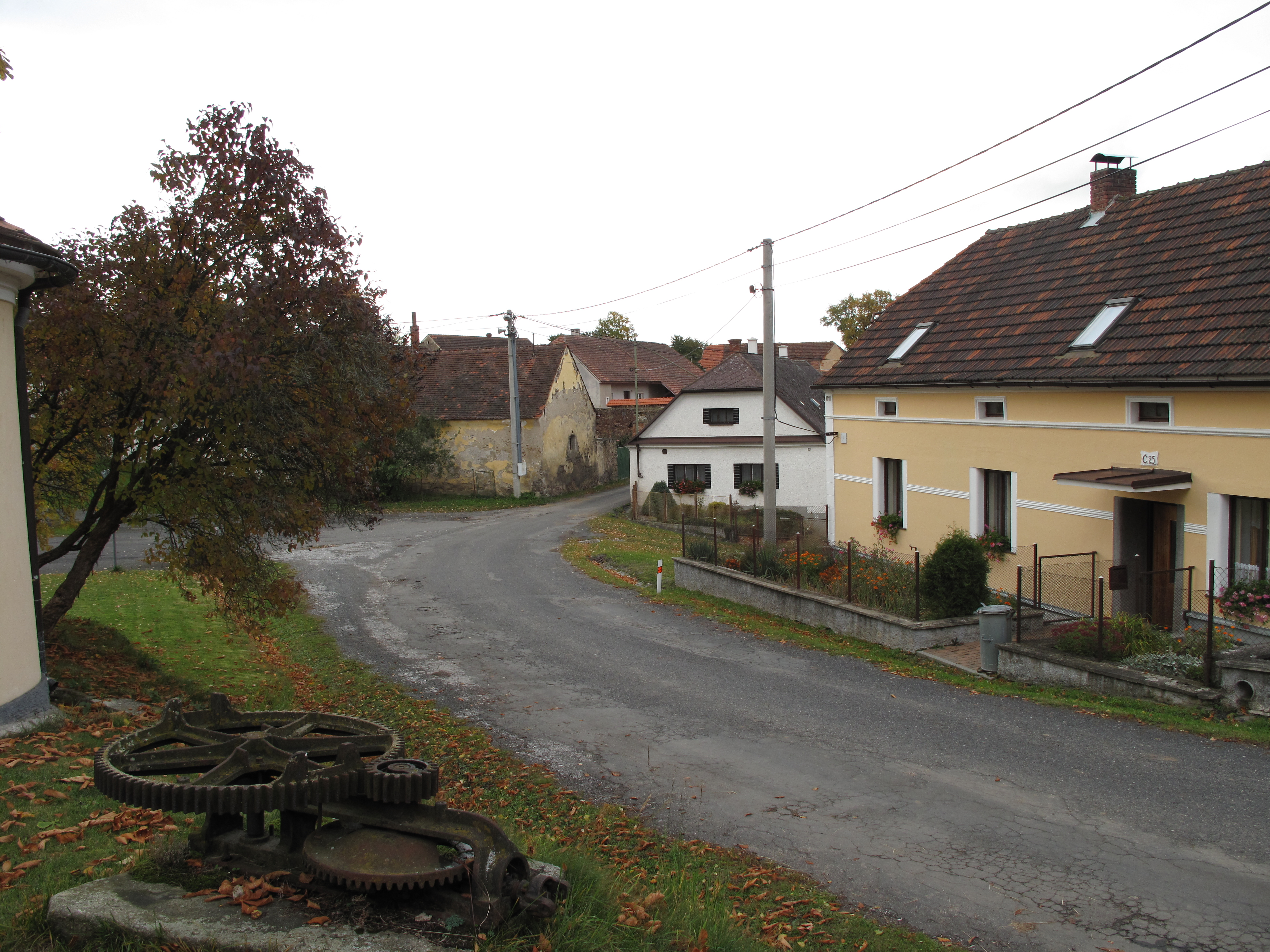
Silnice
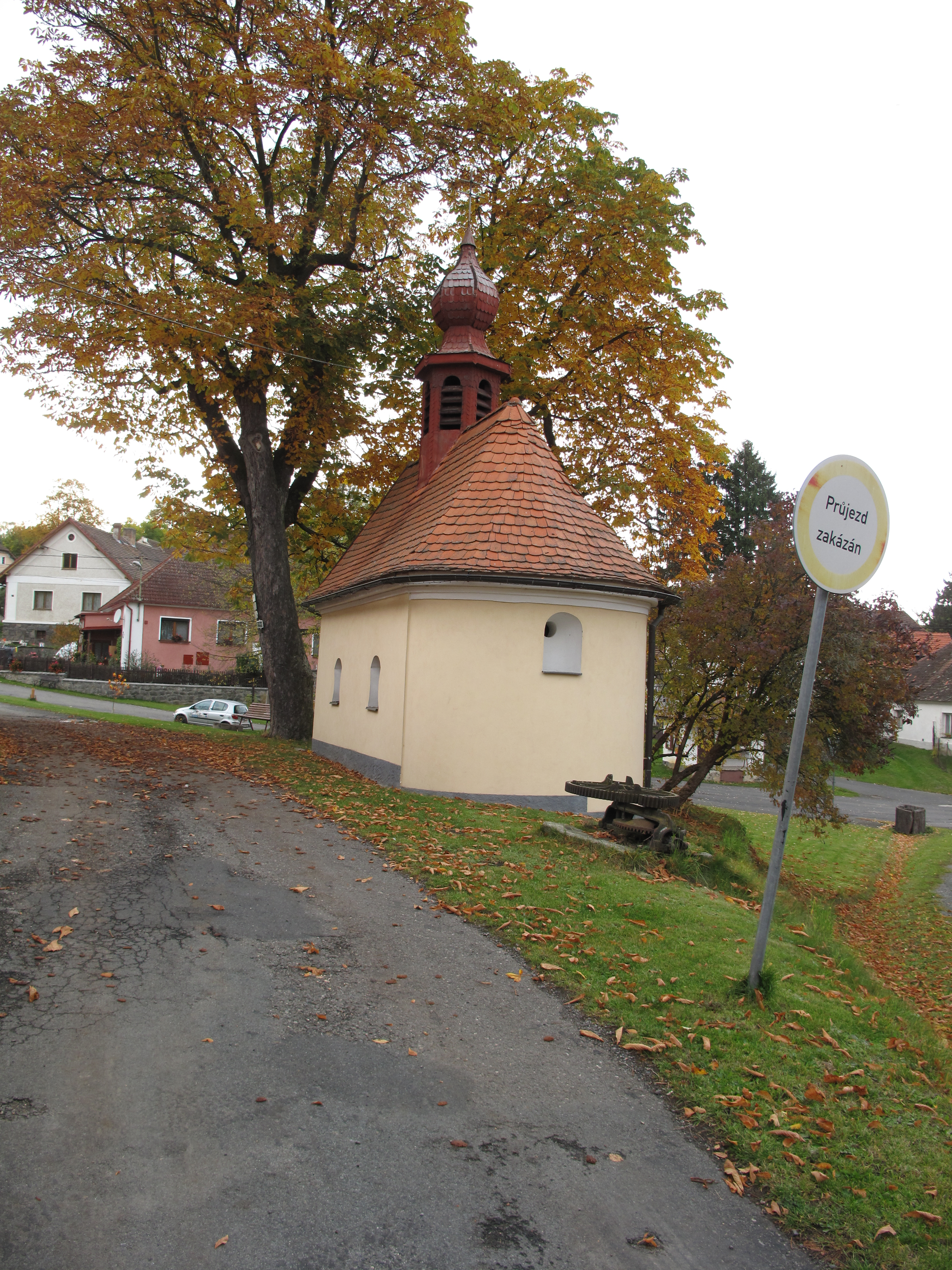
Kaplička
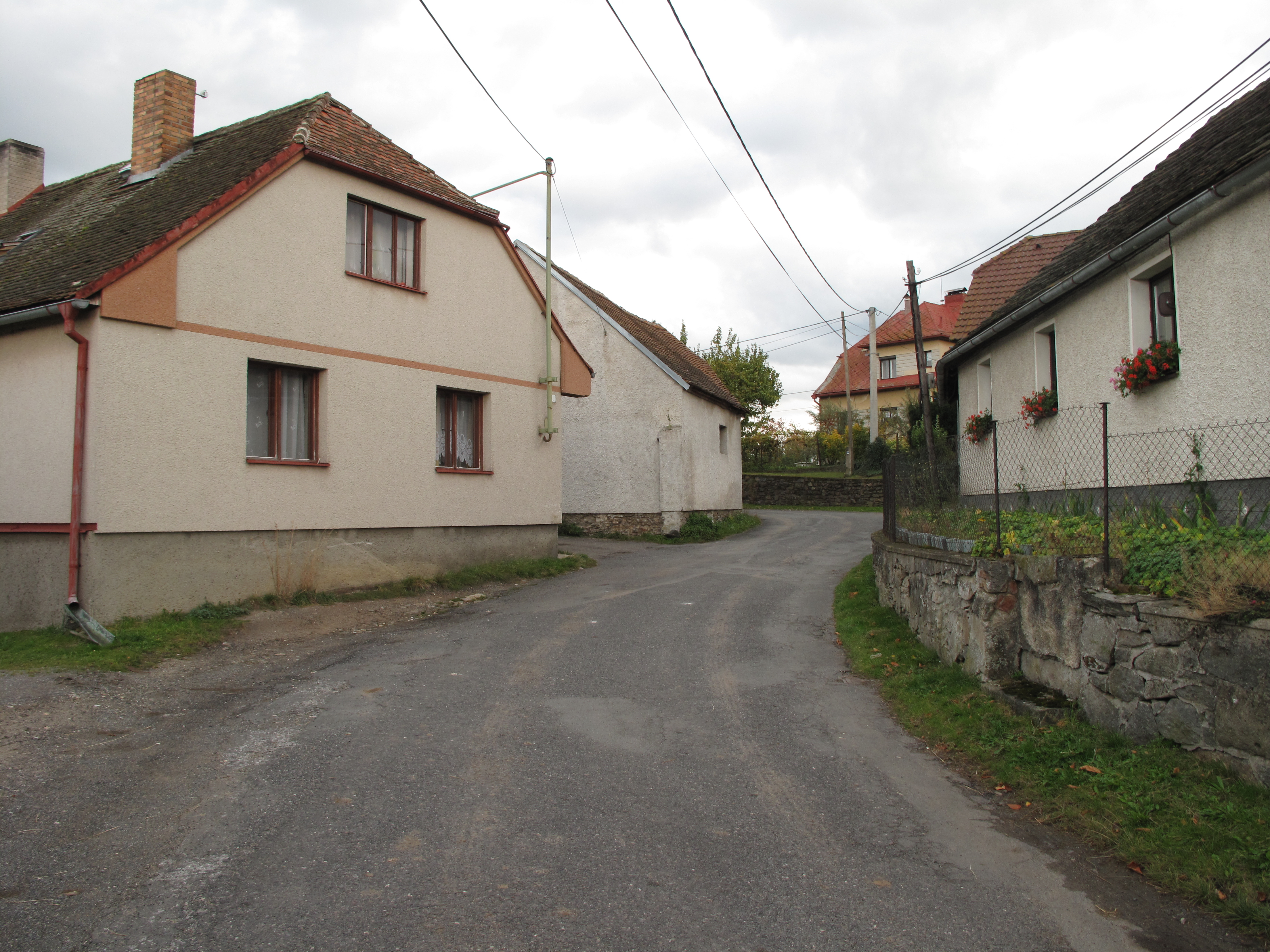
Domy